# Kennel club

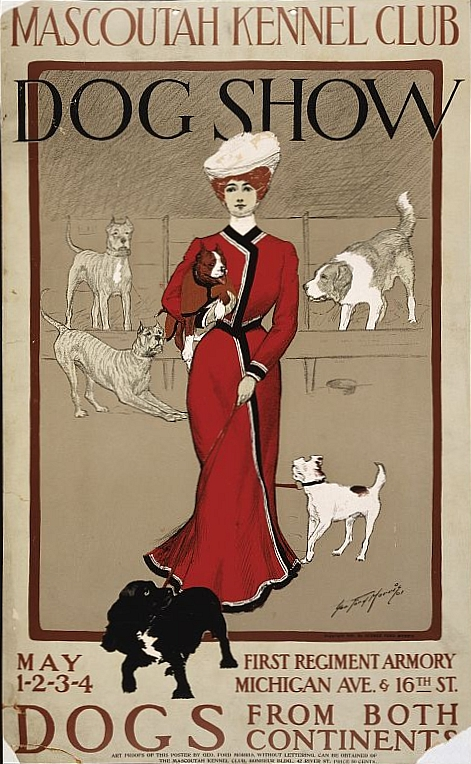
Cartell d'un espectacle de gossos en el Kennel Club de Mascoutah el 1901.

Un kennel club o club de gossos, és una organització de criadors canins que es preocupa per la criança, el registre, l'exposició i la promoció de més d'una raça de gos. Els clubs de gossos es van fer populars a mitjan segle xix i es van fundar sobre els principis de l'eugenèsia. Molts clubs de gossos també són anomenats «clubs de totes les races», per bé que totes es refereix solament a aquelles races que els clubs han decidit de reconèixer, i raça significa gossos de pura raça, sense incloure híbrids ni mitja sangs o gossos sense raça definida. Un club que s'ocupa tan sols d'una raça en particular es coneix com a breed club o club especialitzat.

## Regles
Els Kennel Clubs mantenen els patrons de les races, registre de pedigrís, regles per a espectacles d'exposició de gossos i d'esports, i acreditació de jutges. Moltes vegades serveixen com a oficines d'enregistrament al stud book, que són arxius de pedigrís de gossos adults de raça pura i de ventrades de cries que neixen de pares de raça pura ja registrats. Un kennel club dirigeix tots aquests aspectes de les races de gossos que al·lega representar, directament o a gràcies als seus clubs membres.
Avui els kennel clubs són especialitzats en gossos de treball o d'espectacles d'exposició. En l'escenari actual, kennel clubs de gossos mitja sang o encreuats guanyen terreny i ara a vegades es classifiquen com a kennel clubs. El propòsit original d'un kennel club, no obstant això, era la creació i espectacles d'exposició de gossos pura sang, i aquest continua a ser la definició més àmpliament acceptada. Kennel clubs àmpliament coneguts com a The Kennel Club, el American Kennel Club, el United Kennel Club, i el Canadian Kennel Club, a més d'això també ofereixen esdeveniments canins i programes d'entrenament, així com registres de gossos de servei.

## Història
A mitjan segle xix, la propietat de gossos seleccionats artificialment era comuna entre els rics per tot Europa.
Kennel Clubs van ser fundats a partir de la necessitat de portar ordre al caos per l'esport de concursos públics d'exposicions de gossos. El primer espectacle a Anglaterra va tenir lloc en 1859, i va ser un esdeveniment social realitzat per aristòcrates anglesos per a recaptar fons per a un acte de caritat. Van créixer en els anys següents.
En 1859, la primera societat d'exposicions de gossos va ser fundada a Birmingham, Anglaterra. Al cap de tres anys, el club Acclimitation Société va fer el primer espectacle en el continent Europeu, a París, exhibint una varietat de races, encara que la definició de raça encara romania oberta a la interpretació.
Reconeixent la necessitat de l'establiment d'un òrgan amb poders punitius, el polític Sewallis Shirley va reunir un grup de coneguts criadors i va formar el The Kennel Club. L'abril del 1873, un petit grup de persones va tenir una reunió en un petit apartament, la qual cosa duria aquell any mateix al primer espectacle del club en el Palau de Cristall amb 975 participants.
La primera reunió general del The Kennel Club va tenir lloc en Birmingham en el Great Western Hotel el desembre del 1874. Durant el mateix any, una de les més importants accions del club va ser publicar un llibre de registres (stud book), que contenia els pedigrís de 4 027 gossos que van guanyar premis en l'exposició anterior, catorze anys abans. Unes regles van ser definides i unes classificacions establides.
El 1882, el club francès Société Centrale Canine i l'italià Ente Nazionale della Cinofilia Italiana (ENCI) van ser fundats, seguits un any més tard pel American Kennel Club als Estats Units. El United Kennel Club va ser creat en 1898 també als Estats Units. La Federació Cinológica Internacional va ser formada el 1911, amb el suport de societats canines Austríaques, Belgues, holandeses, franceses i alemanyes.
Gràcies als kennel clubs la gent pot obtenir pedigrís per a llurs cans, que són inclosos en registre permanent. Els kennel clubs han tingut més influència sobre el desenvolupament de les races de gossos que qualsevol altre factor, atès que abans de llur creació els gossos es classificaven tan sols segons la funció que tenien.

## Kennel clubs internacionals
Diversos països posseeixen grups actius de criadors de gossos que en practiquen la criança. Generalment, tenen els seus propis kennel clubs nacionals, molt sovint afiliats amb els d'altres països. La major part dels kennel clubs tenen acords de reciprocitat i els gossos registrats en un país poden ser registrats novament en un altre país, si són importats.
La Federació Cinológica Internacional (FCI) és un dels principals kennel clubs internacionals, representa més de vuitanta països i té acords amb molts grans kennel clubs independents de diversos països. Hi pot haver reciprocitat d'acords o enteses entre membres afiliats de la FCI. Hi ha altres kennel clubs i federacions internacionals, però la FCI és considerada la més gran en termes numèrics perquè inclou 94 clubs membres i reconeix 344 races de gossos.
Al Brasil i al Portugal els principals kennel clubs nacionals són membres de la FCI, un per país:
- Confederació Brasilera de Cinofilia (CBKC)
- Club Portuguès de Canicultura (CPC)

No obstant això, existeixen grans kennel clubs nacionals d'alguns països que són totalment independents, i alguns d'aquests sense vincle amb la FCI, com la IBRC - Institució Brasilera de Registre de Gossos, i uns altres tenen acords signats amb la federació internacional malgrat que continuen a no ser-ne membres.
Els principamls kennel clubs independents nacionals i els més àmpliament acceptats en països de llengua anglesa són:
- American Kennel Club[3]
- Australian National Kennel Council
- Canadian Kennel Club
- The Kennel Club (Regne Unit)
- Kennel Club of India
- Kennel Union of Southern Africa
- United Kennel Club (Estats Units)